# Camiel van den Bergh
Camiel van den Bergh (Roosendaal, 3 juli 1978) is een Nederlands voormalig veldrijder en wielrenner. Hij werd tweemaal Nederlands kampioen veldrijden: in 1994 bij de nieuwelingen en in 1999 bij de beloften.
Naast het veldrijden had Van den Bergh een winkel gespecialiseerd in wielrennen. Hij keerde terug in het veldrijden als ploegleider bij Breepark, het team van Sophie de Boer. Samen wonnen ze de UCI Cyclo-cross World Cup. Vervolgens ging Van den Bergh aan de slag bij het team Creafin-Tuvsud. Deze ploeg werd daarna overgenomen door de gebroeders Roodhooft. In maart 2024 werd Van den Bergh ploegleider bij het 100 procent Belgische en vrouwelijke team Deceuster-Bonache.

## Overwinningen
1994
- Nederlands kampioen veldrijden, Nieuwelingen

1998
- Cyclocross van Amersfoort
- Cyclocross van Berlicum

1999
- Nederlands kampioen veldrijden, Beloften

2003
- Cyclocross van Hilversum

2005
- Cyclocross van Hamburg

## Trivia
- Tijdens het WK veldrijden van 2007 in het Belgische Hooglede-Gits veroorzaakte Van den Bergh commotie doordat hij in de eerste ronde zijn middelvinger uitstak naar het hem uitfluitende publiek.